# Puerto teleférico de Sidi Ifni
El puerto teleférico de Sidi Ifni fue un puerto español que estuvo en funcionamiento de 1967 a 1969, situado en Sidi Ifni, provincia de Sidi Ifni en Marruecos. 
Se trató de una solución única y original y de un hito internacional reconocido por la UNESCO.

## Historia
El territorio español de Ifni se encontraba aislado del resto de las provincias españolas en África. El abastecimiento se realizaba vía aérea desde Canarias o vía marítima con muchas dificultades debido a la fuerte marejada y poca profundidad del litoral. Se realizaron estudios previos empleando las teorías de Ramón Iribarren. El proyecto del puerto teleférico fue obra en 1954 del ingeniero de caminos malagueño Vicente Caffarena. Resolvía el problema de cómo crear un puerto dadas las corrientes y fuertes movimientos de arena. Las obras de construcción de los cajones de hormigón comenzaron en 1955 en el puerto de Las Palmas por Cubiertas y Tejados s.a. (Acciona). Para 1965 se tendieron los cables de acero para el teleférico, las dos grúas sobre el dique muelle y se instalaron los vehículos automotores. El teleférico y los vehículos motores fueron obra de la francesa NEYRPIC, lo que supuso la colaboración de ingenieros de ambos países. La inauguración del puerto teleférico tuvo lugar en junio de 1967, al igual que las de los puertos de El Aaiún y Villa Cisneros.
En 1969 se empleó para la evacuación de Ifni. Posteriormente, al cesar el aislamiento del territorio quedó sin uso, a excepción de para el transporte de embarcaciones de pesca que querían así salvar las fuertes rompientes costeras. 

## Descripción
Situado al sur de Sidi Ifni en las inmediaciones del antiguo aeropuerto de la localidad y contiguo al puerto construido en 1980.
Constaba de un dique muelle, dos torres de apoyo y una terminal en tierra. En el dique muelle existían 4 norayes y 2 grúas alimentadas por energía eléctrica. Para el transporte de personas y mercancías se empleaban dos vehículos automotores diésel NEYRPIC. La longitud total entre la terminal de tierra y el muelle dique era de 1350 metros. Su coste ascendió a más de 266 millones de pesetas de la época.
A partir de los años 90 fue totalmente desmantelado y solamente permanecen las estructuras de hormigón y dos vehículos automotores en estado ruinoso.